# Honda CBR 250 Four
La Honda CBR 250 Four, chiamata anche CBR 250F, è una motocicletta sportiva prodotta dalla casa motociclistica giapponese Honda dal 1986 al 2000.

## Contesto e debutto
La CBR 250F è una moto sportiva a quattro cilindri con cilindrata di 250 cc, appartenente alla gamma CBR e introdotta per la prima volta in Giappone nel 1986. La versione più sportiva della moto denominata CBR 250RR MC22, è stata costruita fino al 1996 in Giappone, ma le vendite sono continuate in Australia fino al 2000.

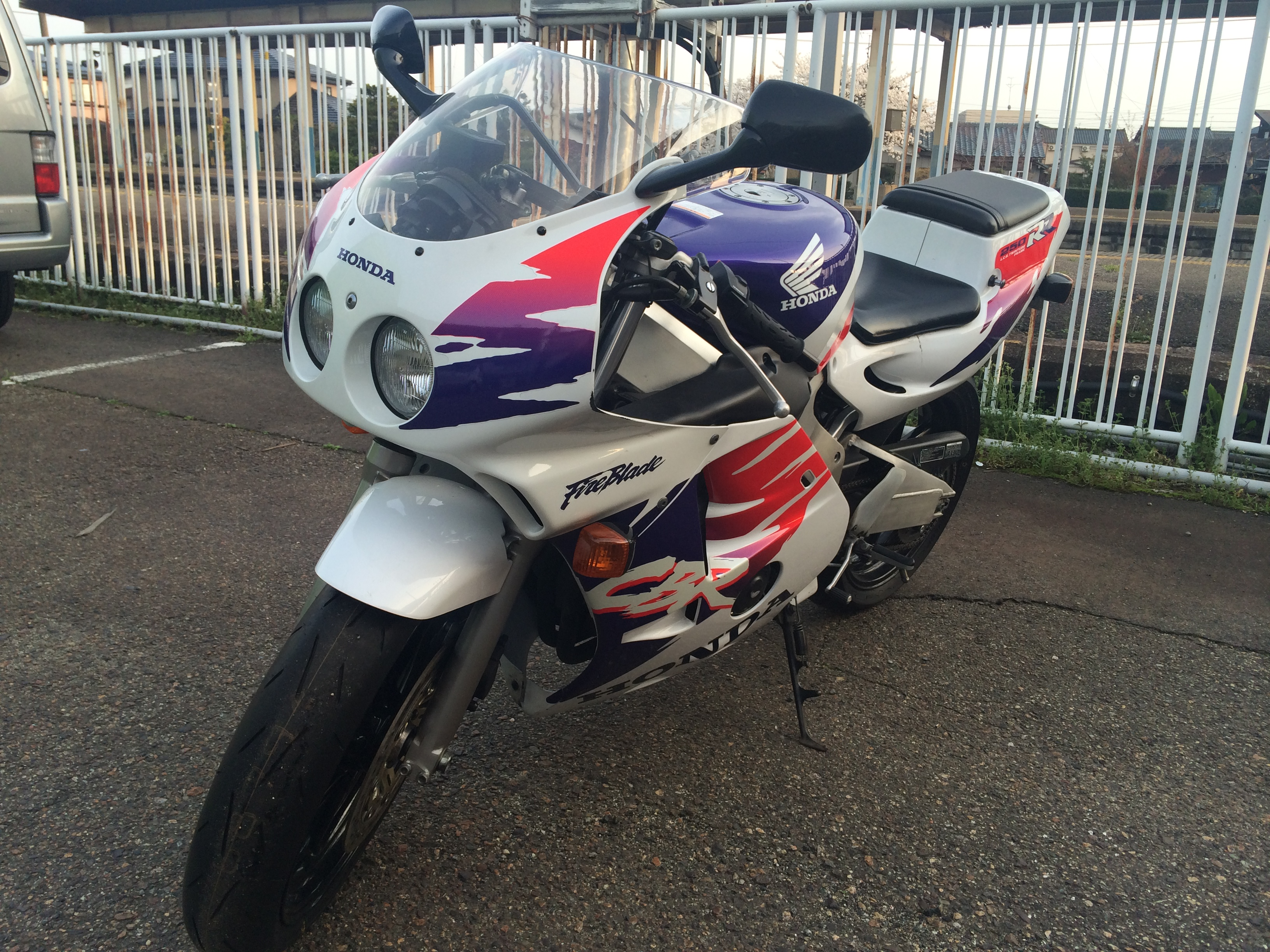
CBR 250RR MC22

La moto è stata realizzata inizialmente per essere impiegata nelle gare e competizioni motociclistiche, che erano molto popolari a metà degli 80, come ad esempio al Gran Premio del Giappone e alla 8 ore di Suzuka. Le restrizioni sulle specifiche tecniche e sulle normative di omologazione vigenti all'epoca in Giappone, hanno fatto sì che le motociclette di piccola cilindrata costituissero la maggior parte del volume di mercato. Così la Honda ha deciso di sviluppare la CBR 250F, come hanno fatto anche altri produttori giapponesi che hanno realizzato moto sportive a 4 cilindri da 250 cc, come la Suzuki GSX-R250, la Yamaha FZR 250 e la Kawasaki ZXR 250.
Annunciata il 21 aprile 1986 e disponibile alla vendita già il 25 aprile, la prima versione ad esordire è stata la CBR250F (MC14), una sportiva semicarenata.
In seguito la moto ha subìto tre importanti step evolutivi durante la sua carriera, contrassegnati come segue:
- MC17 CBR250R: 1987-1988
- MC19 CBR250R: 1988-1990
- MC22 CBR250RR: 1990-2000

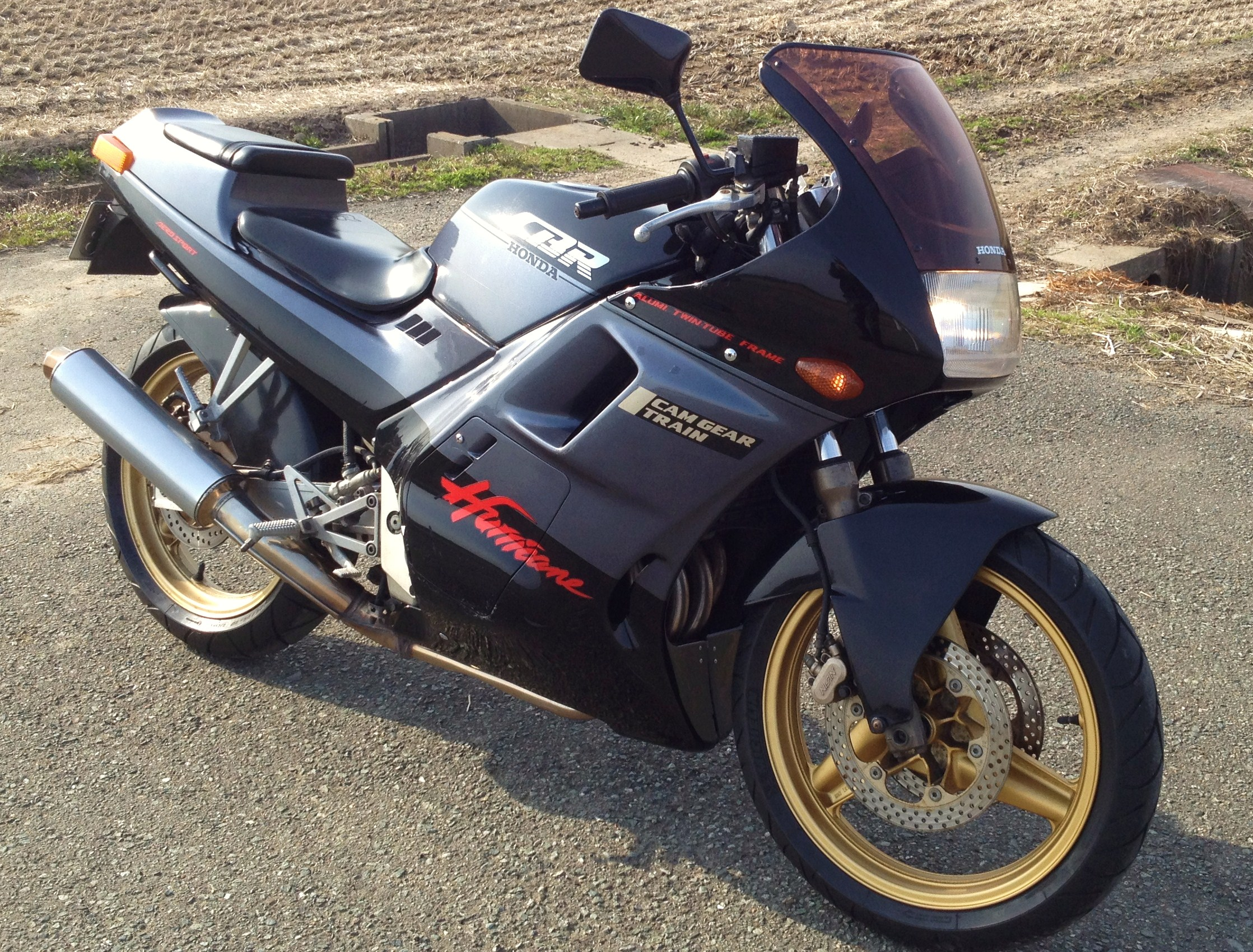
CBR 250R MC17

A febbraio dell'anno successivo al debutto, arriva la CBR 250R (MC17) "Hurricane", che è una versione aggiornata dotata di carenatura completa, riprendendo la medesima meccanica dalla CBR 250F, incluso il motore. Nel marzo 1988 CBR debutta la 250R (MC19), una versione ulteriormente rivista con doppi fari tondi. Nel marzo 1990 viene introdotta la CBR 250RR.

## Descrizione e tecnica
Il modello è spinto da un motore a quattro tempi a quattro cilindri in linea di 249 cm³, con distribuzione con doppio albero a camme in testa (DOHC) a quattro valvole per cilindro, per un totale di 16.
Il motore, a ciclo Otto bialbero a 4 tempi raffreddato a liquido, è installato su di un telaio a doppia trave diamantato in alluminio: è stata la prima moto della sua categoria ad adottare tali soluzioni tecniche. L'alesaggio misura 48,5 mentre la corsa 33,8 mm; il rapporto di compressione è pari a 11,0, mentre il serbatoio dell'olio motore (che è separato in quanto la lubrificazione è a carter secco) ha una capacità di 2,7 litri. All'esordio, la potenza massima è di 45 CV a 14 500 giri/min e la coppia di 2,5 kg-m a 10 500 giri/min. Inoltre, alcune componenti come le bielle, sono realizzate in acciaio al cromo molibdeno. Alimentazione, che è garantita da quattro carburatori Mikuni, monta un sistema d'aspirazione che adotta un design con un percorso di aspirazione quasi uniformemente rettilineo dai carburatori fino alla camera di combustione. La potenza viene trasferita tramite una trasmissione finale a catena, che è dotata di un cambio manuale a 6 marce con frizione multidisco a bagno d'olio.
La sospensione anteriore adotta una forcella telescopica, mentre quella posteriore un forcellone in alluminio pro-link; gli pneumatici misurano 100/80-17 (anteriore) e 130/70-17 (posteriore). Il sistema frenante è composto all'avantreno da doppi dischi idraulici a 2 pistoncini. Infine, la capacità del serbatoio del carburante è di 14 litri e il peso a secco pari a 138 kg.

## Riepilogo versioni
| Modello                  | Honda CBR250F MC14                     | Honda CBR250R MC17                     | Honda CBR250R MC19                     | Honda CBR250RR MC22                    | Honda CBR250RR MC22                    |
| ------------------------ | -------------------------------------- | -------------------------------------- | -------------------------------------- | -------------------------------------- | -------------------------------------- |
| Produzione               | 1986                                   | 1987                                   | 1988-1989                              | 1990–1994                              | 1994-2000                              |
| Lunghezza                | 2000 mm                                | 2000 mm                                | 2020 mm                                | 1975 mm                                | 1975 mm                                |
| Larghezza                | 685 mm                                 | 680 mm                                 | 685 mm                                 | 675 mm                                 | 675 mm                                 |
| Altezza                  | 1120 mm                                | 1120 mm                                | 1075 mm                                | 1080 mm                                | 1080 mm                                |
| Interasse                | 1370 mm                                | 1365 mm                                | 1365 mm                                | 1345 mm                                | 1345 mm                                |
| Cilindrata               | 249 cc                                 | 249 cc                                 | 249 cc                                 | 249 cc                                 | 249 cc                                 |
| Frazionamento            | 4 cilindri in linea                    | 4 cilindri in linea                    | 4 cilindri in linea                    | 4 cilindri in linea                    | 4 cilindri in linea                    |
| Distribuzione            | DOHC                                   | DOHC                                   | DOHC                                   | DOHC                                   | DOHC                                   |
| Alesaggio e corsa        | 48,5 x 33,8 mm                         | 48,5 x 33,8 mm                         | 48,5 x 33,8 mm                         | 48,5 x 33,8 mm                         | 48,5 x 33,8 mm                         |
| Rapporto di compressione | 11.0                                   | 11.0                                   | 11.0                                   | 11.5                                   | 11.5                                   |
| Potenza                  | 45 CV a 14500 giri/min                 | 45 CV a 15000 giri/min                 | 45 CV a 15000 giri/min                 | 45 CV a 15000 giri/min                 | 40 CV a 14500 giri/min                 |
| Coppia                   | 2,5 kg⋅m a 10500 giri/min              | 2,6 kg⋅m a 10500 giri/min              | 2,6 kg⋅m a 10500 giri/min              | 2,5 kg⋅m a 12000 giri/min              | 2,4 kg⋅m a 12000 giri/min              |
| Serbatoio                | 14 litri                               | 14 litri                               | 13 litri                               | 13 litri                               | 13 litri                               |
| Frizione                 | lamellare a bagno d'olio               | lamellare a bagno d'olio               | lamellare a bagno d'olio               | lamellare a bagno d'olio               | lamellare a bagno d'olio               |
| Cambio                   | 6 marce                                | 6 marce                                | 6 marce                                | 6 marce                                | 6 marce                                |
| Trasmissione             | finale a catena                        | finale a catena                        | finale a catena                        | finale a catena                        | finale a catena                        |
| Freni                    | Disco idraulico anteriore e posteriore | Disco idraulico anteriore e posteriore | Disco idraulico anteriore e posteriore | Disco idraulico anteriore e posteriore | Disco idraulico anteriore e posteriore |
| Sospensione anteriore    | Forcella telescopica                   | Forcella telescopica                   | Forcella telescopica                   | Forcella telescopica                   | Forcella telescopica                   |
| Sospensione posteriore   | Forcellone                             | Forcellone                             | Forcellone                             | Forcellone                             | Forcellone                             |
| Peso in ordine di marcia | 153 kg                                 | 155 kg                                 | 154 kg                                 | 157 kg                                 | 158 kg                                 |
| Pneumatico anteriore     | 100/80 - 17 52H                        | 100/80 - 17 52H                        | 100/80 - 17 52H                        | 110/70 - R17 54H                       | 110/70 - R17 54H                       |
| Pneumatico posteriore    | 130/70 - 17 62H                        | 130/70 - 17 62H                        | 140/70 - 17 66H                        | 140/60 - R17 63H                       | 140/60 - R17 63H                       |